# 雲林縣臺西鄉臺西國民小學
雲林縣臺西鄉臺西國民小學（簡稱臺西國小）是位在中華民國臺灣省雲林縣臺西鄉的一所公立國民小學，現任校長為蔡維哲。
臺西國小全校14班，學生共228人。該校位於第一級產業為主的地區，學生大多為隔代教養，故學童臺灣話十分流利，且多帶有當地腔調“海口腔”。學校採用雙語教學，平時學生大都以台湾话交談。

## 歷史
臺西國小奉令成立於1912年（日治時期的大正元年）4月1日，時名海口厝公學校，20日正式開辦，一學級學生80名。1919年4月1日起將四年制初級部延長為六年制高級部。1934年開放崙子頂分教場（1938年獨立設校，即今雲林縣臺西鄉崙豐國民小學）；1943年開放南分教場（1938年獨立設校，即今雲林縣臺西鄉泉州國民小學）。
1941年4月1日，配合皇民化運動中進一步的日臺共學制度，改制為海口國民學校。1945年臺灣光復後，隸臺南縣海口鄉，11月30日由時任南分教場主任林呼為戰後首任校長。1946年2月1日改稱海口鄉第一國民學校，次年4月1日再改稱海口鄉臺西國民學校，9月時改隸臺南縣臺西鄉，1950年全鄉改隸雲林縣。1962年，林呼退休，由時任教導主任姚丙丁升任戰後第二任校長。1966年奉令辦理重點輔導工作。1968年配合九年國教制度實施，改制為國民小學，並成為臺西區示範國小。
1973年4月，姚丙丁退休，由教導主任丁行暫代校長；同年8月由丁東德接任戰後第三任校長，任內成立五榔分校。其後歷經吳鍚辛、歐木權、林連春、丁斌城、陳金鉌、蔡華博、沈武吉等校長，2012年8月1日由戴進隆接任該校戰後第11任校長。2018年8月1日由陳亮喨接掌第12任校長。2022年8月1日由蔡維哲接掌第13任校長
2012年同時也是台西國小創校一百周年，戴進隆運用機會推動將長期閒置的吳水圖書館改建為「海洋藝術館」，提供當地文史或藝術工作者作為展場。2014年4月，在雲林縣政府的補助下，聘請藝術家吳榮峰指導，動員台西國小師生修復1992年設立在台西鄉台西海園的公共藝術作品海螺圓環。
由於雲林縣是當時全台唯一未設置流浪狗之家的縣市，戴進隆取得全校共識後，將台西國小一間閒置的資源回收室改建成流浪狗中途之家，飼料、狗玩具等耗材源於營養午餐廚餘、家長捐贈以及校內工程剩餘廢料，2015年底開始營運。中心內的流浪狗主要由戴進隆與校方職員照護，亦常會有學生自願協助，讓中心除了媒合領養以外也具備生命教育的功能。

## 外部連結
- tsies.ylc.edu.tw